# Frontallobsdemens
Frontallobsdemens (FTD)  eller pannlobsdemens är en grupp degenerativa demenssjukdomar som orsakas av sjukliga förändringar i frontallober och tinninglobernas främre del. Internationellt talar man om frontotemporala demenser (FTLD). Sjukdomen kännetecknas av personlighetsförändring, apati, nedsatt exekutiv förmåga och försämrad social funktion.
Patologisk bakgrund vid FTD ligger i en atrofi av frontal- och temporallober samt de basala ganglierna.
Hjärnans nervceller förtvinar vid tillståndet, och förlorar sina synapser, hjärnbarken blir finporigt uppluckrad och det bildas ärr (glios). 
Sjukdomen uppstår vanligtvis i 50–60-årsåldern, men debut redan i 40-årsåldern förekommer också. Det är högst ovanligt att någon insjuknar efter 70 år. Män och kvinnor drabbas lika.
De neuropatologiska förändringarna liknar inte Alzheimers sjukdom och utbredningen i hjärnan är mycket olik den degeneration man finner vid Alzheimers sjukdom.

## Olika former av frontallobsdemens
- Den första frontallobsdemensen beskrevs för drygt hundra år sedan och fick namnet Picks sjukdom efter den läkare som först beskrev sjukdomen.
- Den vanligaste frontallobsdemensen är frontallobsdegeneration av icke-Alzheimer-typ (FLD) och beskrevs först på 1980-talet av Arne Brun och Lars Gustafson, båda forskare vid Lunds universitet.
- En tredje form av FTD orsakas av amyotrofisk lateralskleros (ALS) och är relativt ovanlig i Sverige.